# Sant Genís Sadevesa
L'església de Sant Genís Sadevesa està situada al costat meridional del terme de Gurb, damunt un tossal entre els masos de la Sala i la Devesa.

## Història
Aquesta església sembla que es trobava dins l'antic terme del castell de Gurb, com Sant Bartomeu del Grau però de sempre fou una sufragània de la parròquia de Sant Maria d'Olost. El castell de Gurb és documentat a partir de l'any 886, quan Joamir i la seva muller Egila vengueren a Sunifred i a la seva muller Abrada, diversos béns, un dels quals estava situat al terme del castell de Gurb. Les primeres notícies fidedignes de l'existència de l'església daten de 1056 però la seva condició de sufragània de Santa Maria d'Olost apareix en una llista de parròquies del bisbat de Vic datable entre els anys 1025 i 1050. L'edifici no ha sofert grans modificacions externes. En canvi, el seu interior es troba molt modificat tant en els murs com en la volta.

## Arquitectura
Edifici d'una sola nau rectangular, capçada a llevant per un absis semicircular. Al cantó de tramuntana hi fou adossada una capella. La porta d'entrada fou oberta al mur de migjorn, coberta amb un arc de mig punt lleugerament refundit. L'absis, molt ample, fou ornamentat exteriorment amb un fris d'arcuacions cegues distribuïdes en sèries de quatre arcs entre lesenes. Una part de l'absis apareix tapada per tal com hi fou adossada una edificació agrària. El mateix passa amb la façana de ponent. L'aparell, en els llocs on és visible, és fet amb carreuons simplement escairats, amarats amb argamassa, la qual arriba a formar una mena d'arrebossat, disposats en filades uniformes, però poc regulars. La disposició de l'aparell i la seva arquitectura i ornamentació permeten de situar la construcció d'aquest edifici dins el segle xi o, a tot estirar, a començaments del segle xii.